# 十大年度国家IP
十大年度国家IP是中国国家版权交易中心联席会议主办，新浪财经和新浪微博协办，北京国际版权交易中心和中国品牌创新实验室承办的，国内IP领域专业奖项评选活动。首次举行于2021年，经由专家评选和网络投票，选出十大年度国家IP、16个赛道的金银铜共48个赛道奖、以及7项特别奖。
2021年度颁奖典礼于9月3日在陕西延安红街举行。